# Joško Gvardiol
Joško Gvardiol (født 23. januar 2002) er en kroatisk professionel fodboldspiller, som spiller for Premier League-klubben Manchester City og Kroatiens landshold.

## Klubkarriere

### Dinamo Zagreb
Gvardiol begyndte karrieren hos Dinamo Zagreb, hvor han fik sin professionelle debut i 2019.
Det blev i september 2020 annonceret at Gvardiol skiftede til RB Leipzig, og som del af aftalen ville Gvardiol blive hos Zagreb på lån frem til slutningen af 2020-21 sæsonen.

### RB Leipzig
Gvardiol debuterede for Leipzig den 20. august 2021. Han var del af Leipzig trup som vandt DFB-Pokal to sæsoner i streg.

### Manchester City
Gvardiol skiftede i august 2023 til Manchester City.

## Landsholdskarriere

### Ungdomslandshold
Gvardiol har repræsenteret Kroatien på flere ungdomsniveauer.

### Seniorlandshold
Gvardiol debuterede for seniorlandsholdet den 6. juni 2021. Han var del af Kroatiens trup til flere internationale turneringer.

## Titler
Dinamo Zagreb
- Prva HNL: 2 (2019-20, 2020-21)
- Hrvatski nogometni kup: 1 (2020-21)
- Hrvatski nogometni superkup: 1 (2019)

RB Leipzig
- DFB-Pokal: 2 (2021-22, 2022-23)

Manchester City
- Premier League: 1 (2023-24)
- UEFA Super Cup: 1 (2023)
- FIFA Club World Cup: 1 (2023)

Individuelle
- Bedste U/21-spiller i Prva HNL: 1 (2021)